# Верховного дворца небосвод
Небосво́д Верхо́вного дворца́ (кит. трад. 太微垣, пиньинь Tài wēi yuán) — это второй из Сань Юань (кит. трад. 三垣, пиньинь Sān yuán) или Трёх небосводов (небесные королевства). Звезды и созвездия этой группы видны весной в северном полушарии, а осенью в южном полушарии.

## Созвездия и астеризмы
| №  | Название                     | Китайское название | Кол. звёзд | Западное созвездие            | Описание                                                                         | Примечания |
| -- | ---------------------------- | ------------------ | ---------- | ----------------------------- | -------------------------------------------------------------------------------- | --- |
| 1  | Левая стена                  | 太微左垣           | 5          | Дева, Волосы Вероники         | Пять звёзд-хранителей слева                                                      | Состоит из: - 1-я звезда — Левый администратор Закона (左執法) - 2-я звезда — Первый восточный министр (東上相) - 3-я звезда — Второй восточный министр (東次相) - 4-я звезда — Второй восточный генерал (東次將) - 5-я звезда — Первый восточный генерал (東上將)                                  |
| 2  | Правая стена                 | 太微右垣           | 5          | Лев, Дева                     | Пять звёзд-хранителей справа                                                     | Состоит из: - 1-я звезда — Правый администратор Закона (右執法) - 2-я звезда — Первый западный генерал (西上將) - 3-я звезда — Второй западный генерал (西次將) - 4-я звезда — Второй западный министр (西次相) - 5-я звезда — Первый западный министр (西上相)                                     |
| 3  | Пристав ко двору             | 謁者               | 1          | Дева                          | Офицер, отвечающий за собеседование с гостями, также получающий приказы от посла | |
| 4  | Три превосходительства       | 三公               | 3          | Дева                          | Небесные вельможи и знать                                                        | |
| 5  | Девять старших офицеров      | 九卿               | 3          | Дева                          | Чиновники девяти роскошных подразделений                                         | |
| 6  | Пять лордов                  | 五諸侯             | 5          | Волосы Вероники               | Пять лордов императора                                                           | |
| 7  | Внутренний экран             | 內屏               | 4          | Дева                          | Маленькая стена с дверью                                                         | |
| 8  | Пять покоев Императора       | 五帝座             | 5          | Лев                           | Пять помещений Императора                                                        | |
| 9  | Офицер Чести                 | 幸臣               | 1          | Волосы Вероники               | Фаворит придворных                                                               | |
| 10 | Наследный принц              | 太子               | 1          | Лев                           | Наследный принц                                                                  | |
| 11 | Свита                        | 從官               | 1          | Лев                           | Служители императора                                                             | |
| 12 | Капитан телохранителей       | 郎將               | 1          | Волосы Вероники               | Старший офицер                                                                   | |
| 13 | Телохранитель Императора     | 虎賁               | 1          | Лев                           | Дворцовый гарнизон                                                               | |
| 14 | Имперская Гвардия            | 常陳               | 7          | Гончие Псы, Большая Медведица | Армия                                                                            | |
| 15 | Офицеры Имперской Гвардии    | 郎位               | 15         | Волосы Вероники               | Офицеры-клерки в армии                                                           | |
| 16 | Зал Славы                    | 明堂               | 3          | Лев                           | Места славы императора Сюань Минчжэн                                             | |
| 17 | Астрономическая обсерватория | 靈台               | 3          | Лев                           | Небесная обсерватория                                                            | |
| 18 | Младшие офицеры              | 少微               | 4          | Лев, Малый Лев                | Государственные чиновники                                                        | |
| 19 | Длинная стена                | 長垣               | 4          | Лев                           | Пограничная стена                                                                | |
| 20 | Три уровня                   | 三台               | 6          | Большая Медведица             | Официальный трёхуровневый или трёхместный номер на небесах                       | Состоит из: - 1-я звезда — Первый верхний уровень (上台一) - 2-я звезда — Второй верхний уровень (上台二) - 3-я звезда — Первый средний уровень (中台一) - 4-я звезда — Второй средний уровень (中台二) - 5-я звезда — Первый нижний уровень (下台一) - 6-я звезда — Вторая нижняя уровень (下台二) |